# Józef Lewicki (pływak)
Józef Lewicki (ur. 15 marca 1934 we Lwowie, zm. 29 października 2021 we Wrocławiu) – polski pływak, olimpijczyk z Helsinek 1952.
Specjalista w stylu dowolnym. Uczestnik igrzysk olimpijskich 1952 r. w sztafecie 4 × 200 m, która zajęła 14. miejsce.
Pochowany na Cmentarzu św. Wawrzyńca we Wrocławiu

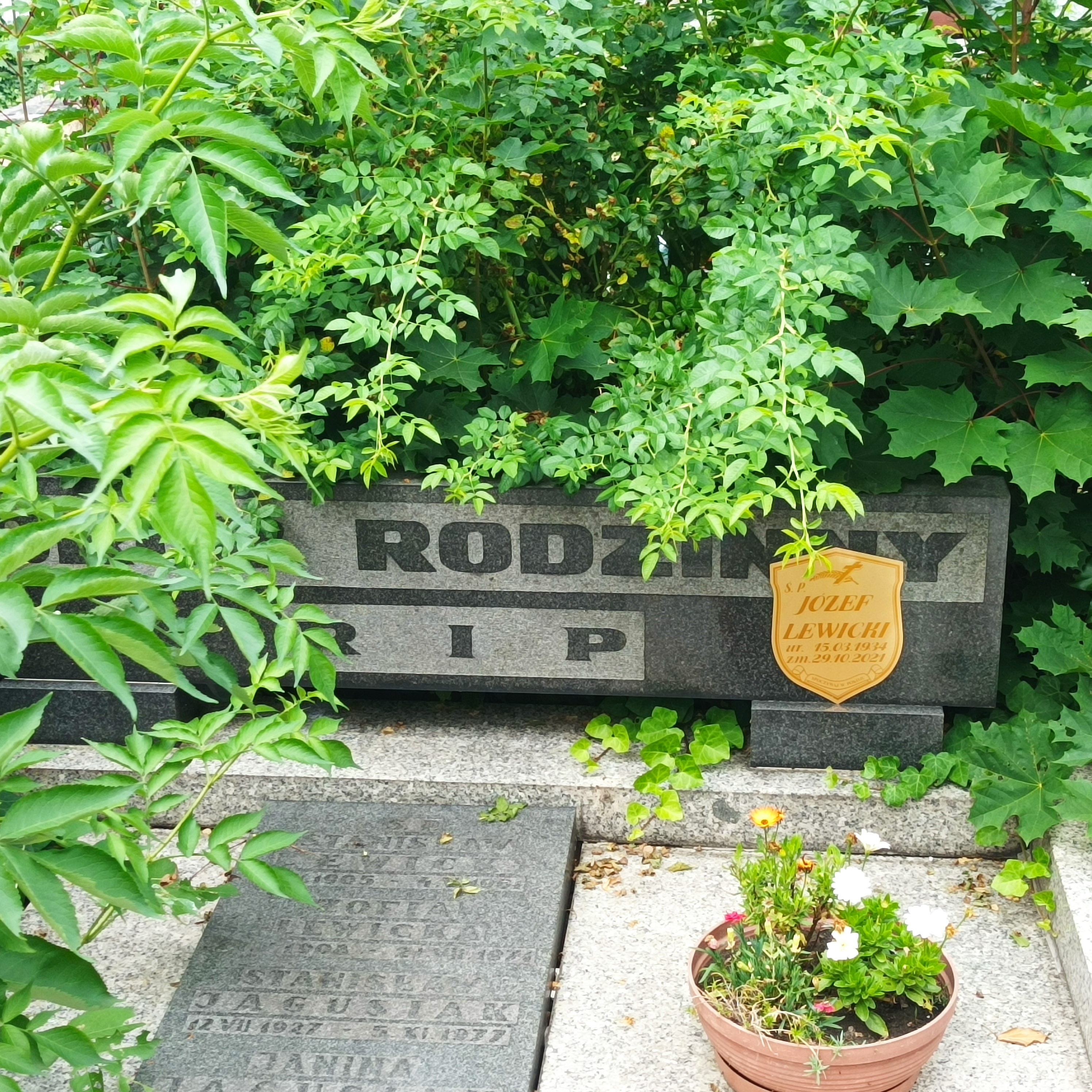
Grób Józefa Lewickiego na Cmentarzu Świętego Warzyńca we Wrocławiu

## Rekordy życiowe
- 100 m stylem dowolnym – 1:00,04
- 200 m stylem dowolnym – 2:12,80

## Odznaczenia
- Złoty medal „Za Zasługi dla Polskiego Ruchu Olimpijskiego”;
- Złota odznaka „Za Zasługi dla Sportu”.